# 兴林镇
兴林镇，是中华人民共和国吉林省通化市通化县下辖的一个乡镇级行政单位。

## 行政区划
兴林镇下辖以下地区：
兴盛社区、大荒沟村、兴林村、朝阳村、孟家沟村、禹甸子村、曲柳川村和兴华村。